# Казарецкий сельсовет
Казарецкий сельсовет — упразднённая административно-территориальная единица, существовавшая на территории Московской губернии и Московской области до 1939 года.
Казарецкий сельсовет был образован в первые годы советской власти. По данным 1923 года он входил в состав Зеленцинской волости Клинского уезда Московской губернии.
По данным 1926 года в состав сельсовета входили 3 населённых пункта — Казарец, Астренево и Солонучье (Сенолучье), а также лесная сторожка.
В 1929 году Казарецкий с/с был отнесён к Тургиновскому району Тверского округа Московской области.
20 мая 1930 года Казарецкий с/с был передан в Лотошинский район Московского округа.
17 июля 1939 года Казарецкий с/с был упразднён, а его территория передана в Клусовский с/с.